# Private Investigations: The best of Dire Straits & Mark Knopfler
Private Investigations: The best of Dire Straits & Mark Knopfler is een compilatiealbum van zowel Dire Straits als Mark Knopfler. Er zijn drie verschillende versies van dit album:
- Double CD and Special Edition (except USA)
- Single CD (except USA)
- USA only - double CD

Merkwaardig is dat "Darling Pretty" op de USA-version is vervangen door "Skateaway". Het laatste nummer van het album is een voorproefje van het nieuwe album van Mark Knopfler en Emmylou Harris, dat in 2006 verscheen (All the Roadrunning).

## Nummers
| Nr. | Titel                                                                  | Duur  |
| --- | ---------------------------------------------------------------------- | ----- |
| 1.  | Telegraph Road                                                         | 14:20 |
| 2.  | Sultans of Swing                                                       | 5:48  |
| 3.  | Love Over Gold                                                         | 6:18  |
| 4.  | Romeo and Juliet                                                       | 6:00  |
| 5.  | Tunnel of Love (intro "The Carousel Waltz" door Rodgers & Hammerstein) | 8:10  |
| 6.  | Private Investigations                                                 | 5:59  |
| 7.  | So Far Away                                                            | 5:07  |
| 8.  | Money for Nothing (Knopfler, Sting)                                    | 8:24  |
| 9.  | Brothers in Arms                                                       | 6:57  |
| 10. | Walk of Life                                                           | 4:08  |
| 11. | Your Latest Trick                                                      | 6:29  |

| Nr. | Titel                              | Duur |
| --- | ---------------------------------- | ---- |
| 1.  | Calling Elvis                      | 6:24 |
| 2.  | On Every Street                    | 5:03 |
| 3.  | Going Home (Theme from Local Hero) | 5:00 |
| 4.  | Darling Pretty                     | 4:30 |
| 5.  | The Long Road (Theme from Cal)     | 7:21 |
| 6.  | Why Aye Man                        | 4:09 |
| 7.  | Sailing to Philadelphia            | 5:29 |
| 8.  | What It Is                         | 4:56 |
| 9.  | The Trawlerman's Song              | 5:02 |
| 10. | Boom, Like That                    | 5:49 |
| 11. | All The Roadrunning                | 4:49 |

| Nr. | Titel                                                                  | Duur |
| --- | ---------------------------------------------------------------------- | ---- |
| 1.  | Sultans of Swing                                                       | 5:48 |
| 2.  | Love Over Gold                                                         | 6:18 |
| 3.  | Romeo and Juliet                                                       | 6:00 |
| 4.  | Tunnel of Love (intro "The Carousel Waltz" door Rodgers & Hammerstein) | 8:10 |
| 5.  | Private Investigations                                                 | 5:59 |
| 6.  | Money For Nothing (Knopfler, Sting)                                    | 4:07 |
| 7.  | Brothers In Arms                                                       | 6:59 |
| 8.  | Walk of Life                                                           | 4:08 |
| 9.  | On Every Street                                                        | 5:03 |
| 10. | Going Home (Theme from Local Hero)                                     | 5:00 |
| 11. | Why Aye Man                                                            | 4:09 |
| 12. | Boom, Like That                                                        | 5:49 |
| 13. | What It Is                                                             | 4:56 |
| 14. | All The Roadrunning                                                    | 4:49 |

| Nr. | Titel                                                                  | Duur  |
| --- | ---------------------------------------------------------------------- | ----- |
| 1.  | Telegraph Road                                                         | 14:20 |
| 2.  | Sultans of Swing                                                       | 5:48  |
| 3.  | Love Over Gold                                                         | 6:18  |
| 4.  | Romeo and Juliet                                                       | 6:00  |
| 5.  | Tunnel of Love (intro "The Carousel Waltz" door Rodgers & Hammerstein) | 8:10  |
| 6.  | Skateaway                                                              |       |
| 7.  | Private Investigations                                                 |       |
| 8.  | So Far Away                                                            |       |
| 9.  | Money For Nothing                                                      |       |
| 10. | Walk of Life                                                           |       |
| 11. | Your Latest Trick                                                      |       |

| Nr. | Titel                              | Duur |
| --- | ---------------------------------- | ---- |
| 1.  | Calling Elvis                      |      |
| 2.  | On Every Street                    |      |
| 3.  | Going Home (Theme from Local Hero) |      |
| 4.  | The Long Road                      |      |
| 5.  | Why Aye Man                        |      |
| 6.  | Sailing to Philadelphia            |      |
| 7.  | What It Is                         |      |
| 8.  | The Trawlerman's Song              |      |
| 9.  | Boom, Like That                    |      |
| 10. | Brothers In Arms                   |      |
| 11. | All The Roadrunning                |      |

## Eerdere compilatiealbums
- Money for Nothing (1988)
- Screenplaying (1993, compilatie van soundtracks van Mark Knopfler)
- Sultans of Swing (1998)

Mark Knopfler · John Illsley
Guy Fletcher · Alan Clark · David Knopfler · Pick Withers · Hal Lindes · Terry Williams · Jack Sonni